# Municipalité du district de Klaipėda
La municipalité du district de Klaipėda (en lituanien : Klaipėdos rajono savivaldybė) est l'une des 60 municipalités de Lituanie. Son chef-lieu est Gargždai.

## Seniūnijos de la municipalité du district de Klaipėda
- Agluonėnų seniūnija (Agluonėnai)
- Dauparų-Kvietinių seniūnija (Gargždai)
- Dovilų seniūnija (Dovilai)
- Endriejavo seniūnija (Endriejavas)
- Gargždų seniūnija (Gargždai)
- Judrėnų seniūnija (Judrėnai)
- Kretingalės seniūnija (Kretingalė)
- Priekulės seniūnija (Priekulė)
- Sendvario seniūnija (Slengiai)
- Veiviržėnų seniūnija (Veiviržėnai)

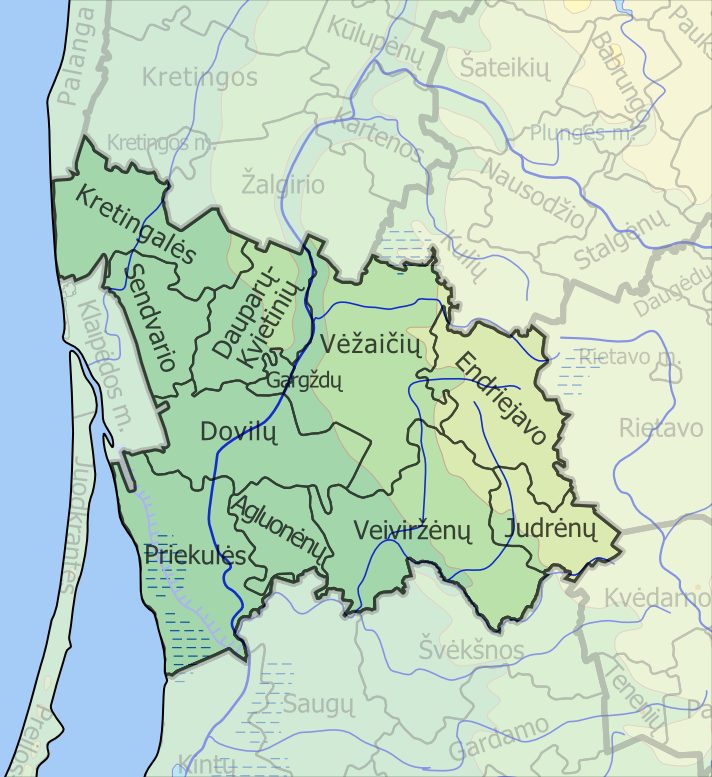
Seniūnijos de la municipalité du district de Klaipėda

- Vėžaičių seniūnija (Vėžaičiai)